# Gorgon Pool
Der Gorgon Pool ist eine Lagune an der Küste von Candlemas Island im Archipel der Südlichen Sandwichinseln. Sie liegt zwischen den Chimaera Flats und der Kraken Cove.
Das UK Antarctic Place-Names Committee benannte die Lagune 1971 nach den Gorgonen aus der griechischen Mythologie.